# جاسم راشد العليوي
جاسم راشد جاسم راشد العليوي (ولد في 19 مايو 1999 في المحرق، البحرين) لاعب كرة قدم بحريني يجيد اللعب في مركز الوسط المدافع. يلعب حاليا لصالح الحد البحريني منذ 2019 و سابقا في نادي المحرق منذ صغره 2006 .